# Mogovidite
La mogovidite è un minerale appartenente al gruppo dell'eudialite.